# Oscar Otte
Oscar Otte (16 juli 1993) is een Duitse tennisspeler. Hij heeft nog geen ATP-toernooi gewonnen. Hij heeft één challenger in het enkelspel en één challenger in het dubbelspel op zijn naam staan.

## Palmares

### Enkelspel
| Nr.                          | Datum        | Toernooi | Ondergrond | Tegenstander in finale | Score         | Details |
| ---------------------------- | ------------ | -------- | ---------- | ---------------------- | ------------- | ------- |
| Gewonnen finales challengers |              |          |            |                        |               |         |
| 1.                           | 18 juni 2017 | Lissabon | Gravel     | Taro Daniel            | 4-6, 6-1, 6-3 |         |

### Dubbelspel
| Nr.                          | Datum          | Toernooi  | Ondergrond    | Partner       | Tegenstanders in finale           | Score                | Details |
| ---------------------------- | -------------- | --------- | ------------- | ------------- | --------------------------------- | -------------------- | ------- |
| Verloren finales             |                |           |               |               |                                   |                      |         |
| 1.                           | 2 oktober 2022 | ATP Sofia | Hardcourt (i) | Fabian Faller | Rafael Matos David Vega Hernández | 6–3, 5–7, [8–10]     | Details |
| Gewonnen finales challengers |                |           |               |               |                                   |                      |         |
| 1.                           | 13 mei 2017    | Rome      | Gravel        | Andreas Mies  | Kimmer Coppejans Márton Fucsovics | 4-6, 7-6(12), [10-8] |         |

## Resultaten grote toernooien enkelspel
| Legenda | Legenda                          |
| ------- | -------------------------------- |
| g.t.    | geen toernooi gehouden           |
| l.c.    | lagere categorie                 |
| –       | niet deelgenomen                 |
| G       | uitgeschakeld in de groepsfase   |
| 1R      | uitgeschakeld in de eerste ronde |
| 2R      | uitgeschakeld in de tweede ronde |
| 3R      | uitgeschakeld in de derde ronde  |
| 4R      | uitgeschakeld in de vierde ronde |
| KF      | uitgeschakeld in de kwartfinale  |
| HF      | uitgeschakeld in de halve finale |
| F       | de finale verloren               |
| W       | het toernooi gewonnen            |
| w-v     | winst/verlies-balans             |

### Mannenenkelspel
| grandslamtoernooien  |      |      |      |     |      |      |
| Australian Open      | –    | –    | –    | –   | 2R   | 1R   |
| Roland Garros        | 1R   | 2R   | –    | 1R  | 1R   | 1R   |
| Wimbledon            | –    | –    | g.t. | 2R  | 3R   | 2R   |
| US Open              | –    | –    | –    | 4R  | 1R   |      |
| Olympische Spelen    |      |      |      |     |      |      |
| Olympische Spelen    | g.t. | g.t. | g.t. | –   | g.t. | g.t. |
| statistieken         |      |      |      |     |      |      |
| totaal aantal titels | 0    | 0    | 0    | 0   | 0    | 0    |
| eindejaarsranking    | 167  | 163  | 140  | 101 | 76   |      |